# Kyriakos Papadopoulos
Kyriakos Papadopoulos (Katerini, 23 de febrero de 1992) es un futbolista griego que juega en la posición de defensa y se encuentra sin equipo tras abandonar el Levadiakos F. C.

## Trayectoria

### Olympiacos Piraeus
Papadopoulos comenzaría su carreta profesional en el Olympiacos Piraeus, donde jugaría desde 2007 hasta 2010. En sus tres temporadas con el conjunto griego jugaría 18 encuentros que llamarían la atención del F. C. Schalke 04, que ficharía al jugador.

### Schalke 04
El 23 de junio de 2010, el club alemán F. C. Schalke 04 anunció que Papadopoulos formaría parte del plantel durante un contrato de cuatro años. El 21 de agosto de 2010 hizo su debut en la Bundesliga, en una derrota por 2-1 contra el Hamburgo S. V. El 25 de agosto de 2011, en la ronda de clasificación de la UEFA Europa League, marcó su primer gol para el Schalke, en un triunfo de 6-1 sobre el HJK Helsinki. El 1 de diciembre, en un partido de la fase de grupos de la Europa League, Papadopoulos marcó el primer gol en una victoria por 2 goles a 1 sobre el F. C. FCSB. El 17 de diciembre anotó su primer gol en la Bundesliga en una victoria de 5-0 sobre Werder Bremen, y anotó en el próximo juego, el 21 de enero de 2012, en una victoria de 3-1 sobre el VfB Stuttgart. Desde que se unió al F. C. Schalke 04 ha jugado en más de 70 partidos en todas las competiciones, anotando cinco goles, y finalmente ha ganado el respeto y el elogio de toda Europa debido a su defensa tenaz y hábil, teniendo en cuenta su corta edad.
Antes de la temporada 2012-13, el club italiano A. C. Milan estaba interesado en ficharlo. Después de mostrar interés, el Schalke acusó al Milán de hacer un acercamiento ilegal al jugador sin que el club lo supiera. También estaba interesado el club ruso Zenit de San Petersburgo, pero cuando el Schalke aceptó su oferta de 16 millones de euros por el jugador, este la rechazó, y optó por quedarse en Alemania. En septiembre de 2012 firmó un nuevo contrato con el Schalke que lo mantendría en el club hasta 2016. En la segunda jornada de la temporada 2012-13, Papadopoulos anotó su primer gol de la temporada, y tercero en la Bundesliga, en una victoria de 3-1 sobre el F. C. Augsburgo. Sin embargo, un virus lo mantendría fuera de juego durante varios partidos, y luego sería operado en un intento de corregir una lesión de rodilla que sufrió durante una derrota de 3-1 ante el Hamburger SV, en noviembre de 2012.
Después de un año muy difícil para el defensor, tras 383 días sin disputar encuentros por una lesión, volvió a la acción durante un partido en casa contra el S. C. Friburgo en diciembre de 2013. Sin embargo, unas pocas semanas después de su regreso a la competición Papadopoulos sufrió una nueva lesión en el hombro y podría haber sido obligado a someterse a cirugía. Las noticias llegaron como otro golpe, pues sus problemas recurrentes de rodilla lo restringieron a solo cuatro apariciones en la temporada 2013-14. La lesión también lo obligó a perderse la Copa del Mundo de 2014 con Grecia.

### Bayer Leverkusen
El 3 de agosto de 2014 el Schalke anunciaría que el futbolista griego se marcharía cedido al Bayer Leverkusen durante una temporada.Debutaría el 23 de agosto en la primera jornada de la Bundesliga ante el Borussia Dortmund en un encuentro que vencería el Bayer por 0 goles a 2.El 16 de septiembre jugaría por primera vez un encuentro de la UEFA Champions League, en un partido que vencería el Bayer por 4-1 ante el BATE Borisov.
Tras 20 partidos y 4 goles en la temporada 2014-15, el Bayer Leverkusen ficharía al jugador que firmaría hasta 2020 con el conjunto alemán.

### RB Leipzig
Después de dos temporadas con el Bayer, el defensa griego se marcharía cedido el 31 de agosto de 2016 al R. B. Leipzig por una temporada. Debido a la falta de minutos, disputando tan solo un encuentro en la primera vuelta, cancelaría su cesión volviendo al Bayer que lo volvería a ceder, esta vez al Hamburgo S.V. hasta final de temporada.

### Hamburgo SV
Tras lograr con su equipo el objetivo de la permanencia en la Bundesliga, firmaría con el Hamburgo un contrato hasta 2020.
En su segunda temporada en Hamburgo, jugaría 30 partidos y lograría anotar 1 gol, pero no lograría el objetivo de la permanencia descendiendo el equipo a la 2. Bundesliga tras acabar penúltimo en la tabla.
A pesar del descenso Papadopoulos seguiría en el equipo pero las continuas lesiones de rodilla solo le permitirían jugar cuatro encuentros en las dos próximas temporadas, abandonando el club en verano de 2020 tras finalizar contrato.

### NK Lokomotiva
Una vez recuperado de sus lesiones, pondría fin a su etapa en Alemania tras 14 años firmando por el N. K. Lokomotiva de Croacia, donde jugaría una temporada.

### Al-Fayha y Atromitos FC
En la temporada 2021-22 firmaría por el Al-Fayha de la Liga Saudí aunque tan solo dos meses después abandonaría el club para volver a su país natal donde firmaría por el Atromitos FC donde disputaría 16 encuentros.

### FCU Craiova 1948
El 22 de julio de 2022 abandonaría Grecia para firmar por el FCU Craiova 1948 de Rumania donde jugaría hasta enero de 2023 cuando abandonaría el club quedando libre.

### Lamia FC
En febrero de 2023 volvería a Grecia para fichar por el Lamia F. C. con el que firmaría hasta junio de 2024.

## Selección nacional
Debutó como titular con la selección de fútbol de Grecia el 4 de junio de 2011, en un partido de clasificación para la Eurocopa 2012, contra la selección de Malta. Papadopoulos anotaría su primer gol con la selección en el minuto 26 de este mismo encuentro, poniendo momentáneamente el 2-0 en el marcador. Su segundo gol la selección lo marcó ante Letonia el 6 de septiembre del mismo año.

## Clubes
| Club                            | País           | Año       |
| ------------------------------- | -------------- | --------- |
| Olympiacos F. C.                | Grecia         | 2007-2010 |
| F. C. Schalke 04                | Alemania       | 2010-2014 |
| Bayer 04 Leverkusen             | Alemania       | 2014-2017 |
| RasenBallsport Leipzig (cedido) | Alemania       | 2016-2017 |
| Hamburgo S. V.                  | Alemania       | 2017-2020 |
| N. K. Lokomotiva                | Croacia        | 2020-2021 |
| Al-Fayha F. C.                  | Arabia Saudita | 2021      |
| Atromitos de Atenas             | Grecia         | 2021-2022 |
| FCU Craiova 1948                | Rumania        | 2022-2023 |
| Lamia F. C.                     | Grecia         | 2023-2024 |
| Levadiakos F. C.                | Grecia         | 2024      |

## Palmarés

### Títulos nacionales
| Título                | Club             | País     | Año     |
| --------------------- | ---------------- | -------- | ------- |
| Superliga de Grecia   | Olympiacos F. C. | Grecia   | 2007-08 |
| Copa de Grecia        | Olympiacos F. C. | Grecia   | 2007-08 |
| Copa de Alemania      | F. C. Schalke 04 | Alemania | 2010-11 |
| Supercopa de Alemania | F. C. Schalke 04 | Alemania | 2011    |